# IC 2198
IC 2198 је елиптична галаксија у сазвјежђу Близанци која се налази на листи објеката дубоког неба у Индекс каталогу.
Деклинација објекта је + 23° 57' 59" а ректасцензија 7h 34m 11,1s. Привидна величина (магнитуда) објекта IC 2198 износи 14,1 а фотографска магнитуда 15,1. IC 2198 је још познат и под ознакама CGCG 117-54, PGC 21298.